# Olimpia Teodora 2017-2018
Questa voce raccoglie le informazioni riguardanti l'Olimpia Teodora nelle competizioni ufficiali della stagione 2017-2018.

## Stagione
Nella stagione 2017-18 l'Olimpia Teodora, che cambia anche la propria denominazione sociale da Teodora Pallavolo Ravenna, assume la denominazione sponsorizzata di Conad Olimpia Teodora Ravenna.
Partecipa per la seconda volta alla Serie A2, dopo aver ottenuto la promozione dalla Serie B1 al termine dell'annata 2016-17; chiude la regular season di campionato all'undicesimo posto in classifica, non qualificandosi per i play-off promozione.

## Organigramma societario
Area direttiva
- Presidente: Paolo Delorenzi

Area tecnica
- Allenatore: Simone Angelini
- Allenatore in seconda: Moris Meloni

## Rosa
| N° | Nome               | Ruolo | Data di nascita   | Nazionalità sportiva |
| -- | ------------------ | ----- | ----------------- | -------------------- |
| 1  | Lucia Bacchi       | S     | 4 gennaio 1981    | Italia               |
| 2  | Sara Paris         | L     | 19 luglio 1985    | Italia               |
| 3  | Camilla Neriotti   | C     | 29 aprile 1994    | Italia               |
| 4  | Sofia Ceroni       | O     | 3 dicembre 2000   | Italia               |
| 5  | Haleigh Washington | C     | 22 settembre 1995 | Stati Uniti          |
| 6  | Sofia D'Odorico    | S     | 6 gennaio 1997    | Italia               |
| 7  | Chiara Aluigi      | S     | 4 febbraio 1993   | Italia               |
| 8  | Chiara Scacchetti  | P     | 10 dicembre 1995  | Italia               |
| 9  | Alice Torcolacci   | C     | 27 febbraio 2000  | Italia               |
| 11 | Sara Menghi        | C     | 18 maggio 1983    | Italia               |
| 14 | Sara Panetoni      | L     | 6 maggio 2000     | Italia               |
| 15 | Anna Kajalina      | O     | 8 marzo 1991      | Estonia              |
| 17 | Chiara Drapelli    | P     | 27 marzo 2001     | Italia               |
| 18 | Cecilia Vallicelli | P     | 25 settembre 2003 | Italia               |

## Mercato
| Acquisti | Acquisti           | Acquisti             | Acquisti   |
| R.       | Nome               | da                   | Modalità   |
| -------- | ------------------ | -------------------- | ---------- |
| S        | Chiara Aluigi      | Pesaro               | definitivo |
| S        | Lucia Bacchi       | Casalmaggiore        | definitivo |
| S        | Sofia D'Odorico    | Mondovì              | definitivo |
| O        | Anna Kajalina      | Saint-Raphaël        | definitivo |
| C        | Sara Menghi        | Saint-Raphaël        | definitivo |
| L        | Sara Paris         | SAB                  | definitivo |
| P        | Chiara Scacchetti  | Savino Del Bene      | definitivo |
| P        | Cecilia Vallicelli | Libertas Martignacco | definitivo |
| C        | Haleigh Washington | Penn State           | definitivo |

| Cessioni | Cessioni          | Cessioni              | Cessioni   |
| R.       | Nome              | a                     | Modalità   |
| -------- | ----------------- | --------------------- | ---------- |
| O        | Stefania Bernabè  | Libertas Forlì        | definitivo |
| S        | Nicole Bordini    | ?                     | definitivo |
| S        | Lara Lugli        | Manfredonia           | definitivo |
| P        | Fiamma Mazzini    | Wealth Planet Perugia | definitivo |
| L        | Alessia Mastrilli | Manfredonia           | definitivo |
| O        | Federica Nasari   | Adolfo Consolini      | definitivo |
| C        | Camilla Neriotti  | Arzano                | definitivo |
| S        | Giulia Rubini     | San Lazzaro           | definitivo |
| C        | Diletta Sestini   | Manfredonia           | definitivo |

## Risultati

### Serie A2

#### Girone di andata
| 1ª giornata - 8 ottobre 2017 PalaCollodi, Montecchio Maggiore                     | Montecchio Maggiore | 0 - 3 | Olimpia Teodora       | 23-25, 20-25, 21-25               |
| 2ª giornata - 14 ottobre 2017 PalaCosta, Ravenna                                  | Olimpia Teodora     | 1 - 3 | Chieri '76            | 19-25, 30-28, 14-25, 17-25        |
| 3ª giornata - 18 ottobre 2017 PalaCosta, Ravenna                                  | Olimpia Teodora     | 3 - 0 | CUS Torino            | 25-20, 25-18, 25-22               |
| 4ª giornata - 22 ottobre 2017 Palazzetto dello Sport, Caserta                     | VolAlto Caserta     | 0 - 3 | Olimpia Teodora       | 17-25, 19-25, 22-25               |
| 5ª giornata - 29 ottobre 2017 PalaBellina, Marsala                                | Marsala             | 2 - 3 | Olimpia Teodora       | 25-21, 20-25, 21-25, 25-20, 10-15 |
| 6ª giornata - 1º novembre 2017 PalaCosta, Ravenna                                 | Olimpia Teodora     | 2 - 3 | Wealth Planet Perugia | 20-25, 25-17, 22-25, 25-17, 12-15 |
| 7ª giornata - 5 novembre 2017 PalaCapriglia, Pellezzano                           | Due Principati      | 3 - 1 | Olimpia Teodora       | 25-17, 23-25, 25-21, 26-24        |
| 8ª giornata - 12 novembre 2017 PalaCastagnaretta, Cuneo                           | Cuneo Granda        | 2 - 3 | Olimpia Teodora       | 25-23, 18-25, 25-21, 18-25, 11-15 |
| 10ª giornata - 26 novembre 2017 PalaCosta, Ravenna                                | Olimpia Teodora     | 3 - 0 | Hermaea               | 25-14, 25-15, 25-20               |
| 11ª giornata - 29 novembre 2017 PalaManera, Mondovì                               | Mondovì             | 3 - 2 | Olimpia Teodora       | 25-15, 25-17, 19-25, 17-25, 15-12 |
| 12ª giornata - 3 dicembre 2017 PalaScoppa, Soverato                               | Soverato            | 2 - 3 | Olimpia Teodora       | 25-16, 18-25, 25-18, 26-28, 12-15 |
| 13ª giornata - 10 dicembre 2017 PalaCosta, Ravenna                                | Olimpia Teodora     | 3 - 2 | Club Italia           | 27-25, 25-21, 24-26, 17-25, 15-13 |
| 14ª giornata - 13 dicembre 2017 PalaPapini, Orvieto                               | Zambelli Orvieto    | 3 - 0 | Olimpia Teodora       | 25-17, 25-16, 25-22               |
| 15ª giornata - 17 dicembre 2017 PalaCosta, Ravenna                                | Olimpia Teodora     | 3 - 0 | Trentino Rosa         | 26-24, 25-23, 25-20               |
| 16ª giornata - 26 dicembre 2017 Palazzetto dello Sport, San Giovanni in Marignano | Adolfo Consolini    | 3 - 1 | Olimpia Teodora       | 25-20, 21-25, 25-23, 25-18        |
| 17ª giornata - 30 dicembre 2017 PalaCosta, Ravenna                                | Olimpia Teodora     | 1 - 3 | Millenium Brescia     | 16-25, 22-25, 25-23, 21-25        |

#### Girone di ritorno
| 18ª giornata - 6 gennaio 2018 PalaCosta, Ravenna                 | Olimpia Teodora       | 3 - 2 | Montecchio Maggiore | 23-25, 25-23, 20-25, 25-23, 15-8  |
| 19ª giornata - 13 gennaio 2018 PalaMaddalene, Chieri             | Chieri '76            | 3 - 1 | Olimpia Teodora     | 25-19, 25-23, 23-25, 25-21        |
| 20ª giornata - 17 gennaio 2018 Palazzetto dello Sport, Alpignano | CUS Torino            | 2 - 3 | Olimpia Teodora     | 25-19, 21-25, 25-21, 14-25, 5-15  |
| 21ª giornata - 21 gennaio 2018 PalaCosta, Ravenna                | Olimpia Teodora       | 3 - 0 | VolAlto Caserta     | 25-17, 25-13, 25-22               |
| 22ª giornata - 28 gennaio 2018 PalaCosta, Ravenna                | Olimpia Teodora       | 3 - 1 | Marsala             | 23-25, 25-22, 25-20, 25-19        |
| 23ª giornata - 4 febbraio 2018 PalaEvangelisti, Perugia          | Wealth Planet Perugia | 3 - 2 | Olimpia Teodora     | 20-25, 25-19, 18-25, 25-20, 15-11 |
| 24ª giornata - 10 febbraio 2018 PalaCosta, Ravenna               | Olimpia Teodora       | 3 - 1 | Due Principati      | 23-25, 25-21, 25-22, 25-22        |
| 25ª giornata - 20 febbraio 2018 PalaCosta, Ravenna               | Olimpia Teodora       | 0 - 3 | Cuneo Granda        | 20-25, 20-25, 21-25               |
| 27ª giornata - 28 febbraio 2018 Geopalace, Olbia                 | Hermaea               | 3 - 1 | Olimpia Teodora     | 25-19, 21-25, 25-17, 25-20        |
| 28ª giornata - 7 marzo 2018 PalaCosta, Ravenna                   | Olimpia Teodora       | 3 - 2 | Mondovì             | 25-23, 25-21, 18-25, 21-25, 15-11 |
| 29ª giornata - 11 marzo 2018 PalaCosta, Ravenna                  | Olimpia Teodora       | 3 - 1 | Soverato            | 22-25, 25-23, 25-15, 25-18        |
| 30ª giornata - 17 marzo 2018 Centro Pavesi, Milano               | Club Italia           | 3 - 1 | Olimpia Teodora     | 25-23, 25-18, 19-25, 25-21        |
| 31ª giornata - 21 marzo 2018 PalaCosta, Ravenna                  | Olimpia Teodora       | 3 - 0 | Zambelli Orvieto    | 25-20, 25-14, 25-19               |
| 32ª giornata - 25 marzo 2018 PalaSanbapolis, Trento              | Trentino Rosa         | 3 - 0 | Olimpia Teodora     | 25-22, 25-19, 25-20               |
| 33ª giornata - 2 aprile 2018 PalaCosta, Ravenna                  | Olimpia Teodora       | 3 - 0 | Adolfo Consolini    | 25-17, 25-22, 25-16               |
| 34ª giornata - 8 aprile 2018 PalaGeorge, Montichiari             | Millenium Brescia     | 3 - 1 | Olimpia Teodora     | 22-25, 28-26, 25-19, 25-22        |

## Statistiche

### Statistiche di squadra
| Competizione | Punti | In casa | In casa | In casa | In trasferta | In trasferta | In trasferta | Totale | Totale | Totale |
| Competizione | Punti | G       | V       | P       | G            | V            | P            | G      | V      | P      |
| ------------ | ----- | ------- | ------- | ------- | ------------ | ------------ | ------------ | ------ | ------ | ------ |
| Serie A2     | 50    | 16      | 12      | 4       | 16           | 6            | 10           | 32     | 18     | 14     |
| Totale       | -     | 16      | 12      | 4       | 16           | 6            | 10           | 32     | 18     | 14     |

G = partite giocate; V = partite vinte; P = partite perse

### Statistiche dei giocatori
| Giocatore     | Serie A2 | Serie A2 | Serie A2 | Serie A2 | Serie A2 | Totale | Totale | Totale | Totale | Totale |
| Giocatore     | P        | PT       | AV       | MV       | BV       | P      | PT     | AV     | MV     | BV     |
| ------------- | -------- | -------- | -------- | -------- | -------- | ------ | ------ | ------ | ------ | ------ |
| C. Aluigi     | 29       | 131      | 114      | 14       | 3        | 29     | 131    | 114    | 14     | 3      |
| L. Bacchi     | 32       | 529      | 478      | 42       | 9        | 32     | 529    | 478    | 42     | 9      |
| S. Ceroni     | 11       | 2        | 0        | 0        | 2        | 11     | 2      | 0      | 0      | 2      |
| S. D'Odorico  | 32       | 282      | 236      | 26       | 20       | 32     | 282    | 236    | 26     | 20     |
| C. Drapelli   | 2        | 0        | 0        | 0        | 0        | 2      | 0      | 0      | 0      | 0      |
| A. Kajalina   | 31       | 454      | 361      | 44       | 49       | 31     | 454    | 361    | 44     | 49     |
| S. Menghi     | 32       | 308      | 215      | 87       | 6        | 32     | 308    | 215    | 87     | 6      |
| C. Neriotti   | 8        | 11       | 8        | 2        | 1        | 8      | 11     | 8      | 2      | 1      |
| S. Panetoni   | 21       | 1        | 0        | 0        | 1        | 21     | 1      | 0      | 0      | 1      |
| S. Paris      | 31       | 0        | 0        | 0        | 0        | 31     | 0      | 0      | 0      | 0      |
| C. Scacchetti | 32       | 60       | 34       | 11       | 15       | 32     | 60     | 34     | 11     | 15     |
| A. Torcolacci | 25       | 99       | 58       | 39       | 2        | 25     | 99     | 58     | 39     | 2      |
| C. Vallicelli | 15       | 2        | 1        | 0        | 1        | 15     | 2      | 1      | 0      | 1      |
| H. Washington | 8        | 110      | 82       | 21       | 7        | 8      | 110    | 82     | 21     | 7      |

P = presenze; PT = punti totali; AV = attacchi vincenti; MV = muri vincenti; BV = battute vincenti